# Martin Volodja Johansen
Martin Volodja Johansen (født 13. november 1920 i Ordrup, død 17. august 1999) var en dansk psykolog, professor, dr.phil.
Han var søn af maleren Svend Johansen og hustru Ellen født Grove, blev student fra Østre Borgerdydskole 1939 og var filosofistuderende i to år. Han tog magisterkonferens i psykologi 1950 og var ligesom sin læremester, professor Edgar Rubin optaget af perceptionspsykologi. Han var vikar for Edgar Rubin 1950-51, konsulent ved Kunstakademiets optagelsesprøver for vordende arkitektstuderende 1951-68, universitetsadjunkt 1955-61 og blev dr.phil. på disputatsen Voluminalfigurale Fænomener 1959. Johansen var undervisningsassistent 1961-64, afdelingsleder ved Københavns Universitets psykologiske laboratorium B 1964, blev lektor ved universitetet 1967 og professor i almen psykologi 1968. Han var ansat ved Københavns Universitet frem til den 30. november 1990. Han var på studierejser til Louvain 1955 og Det Danske Institut for Videnskab og Kunst i Rom i 1959 og 1960.
Han arrangerede udstillingen Farve-Aforismer ved Københavns Malerlaugs 350 års jubilæum 1972.

## Privatliv
Volodja Johansen var gift fire gange, først med Hanne Zahle med hvem han fik to sønner, og senere Jonna Fischer-Hansen med hvem han fik en søn og en datter. Med skuespillerinden Lise Thomsen, fik han en datter, skuespillerinden Lane Lind og  med Hedvig Vestergaard fik en datter.[kilde mangler]

## Forfatterskab
- An introductory study of voluminal form perception, Nord. Psykol.s Monograph Series 5, 1954.
- Voluminalfigurale Fænomener, disputats, 1959.
- Rapport om efterprøvning af værdien af optagelseskursus til FA, Kunstakademiets Arkitektskole, 1961.
- "La prospettiva d'illusione del Borromini", Analecta Romana Inst. Danici, (II, 1962).
- Diverse dagbladskroniker
- Vandt Politikens novellekonkurrence 1964
- Følelser - lidt om nogle af dem, Nyt Nordisk Forlag